# Marshall County (Kentucky)
Das Marshall County ist ein County im US-amerikanischen Bundesstaat Kentucky. Im Jahr 2020 hatte das County 31.659 Einwohner und eine Bevölkerungsdichte von 40,1 Einwohnern pro Quadratkilometer. Der Verwaltungssitz (County Seat) ist Benton, das nach dem US-Senator Thomas Hart Benton benannt wurde. Das County gehört zu den Dry Countys, was bedeutet, dass der Verkauf von Alkohol eingeschränkt oder verboten ist.

## Geografie
Das County liegt fast im äußersten Südwesten in Kentucky am westlichen Ufer des Tennessee River, wenige Kilometer vor dessen Mündung in den Ohio River. Etwa 40 km südlich beginnt Tennessee, etwa 10 km im Nordosten bildet der Ohio die Grenze zu Illinois. Das County hat eine Fläche von 881 Quadratkilometern, wovon 92 Quadratkilometer Wasserfläche sind. An das Marshall County grenzen folgende Nachbarcountys:
| McCracken County | Livingston County | Lyon County  |
| Graves County    |                   | Trigg County |
|                  | Calloway County   |              |

## Geschichte

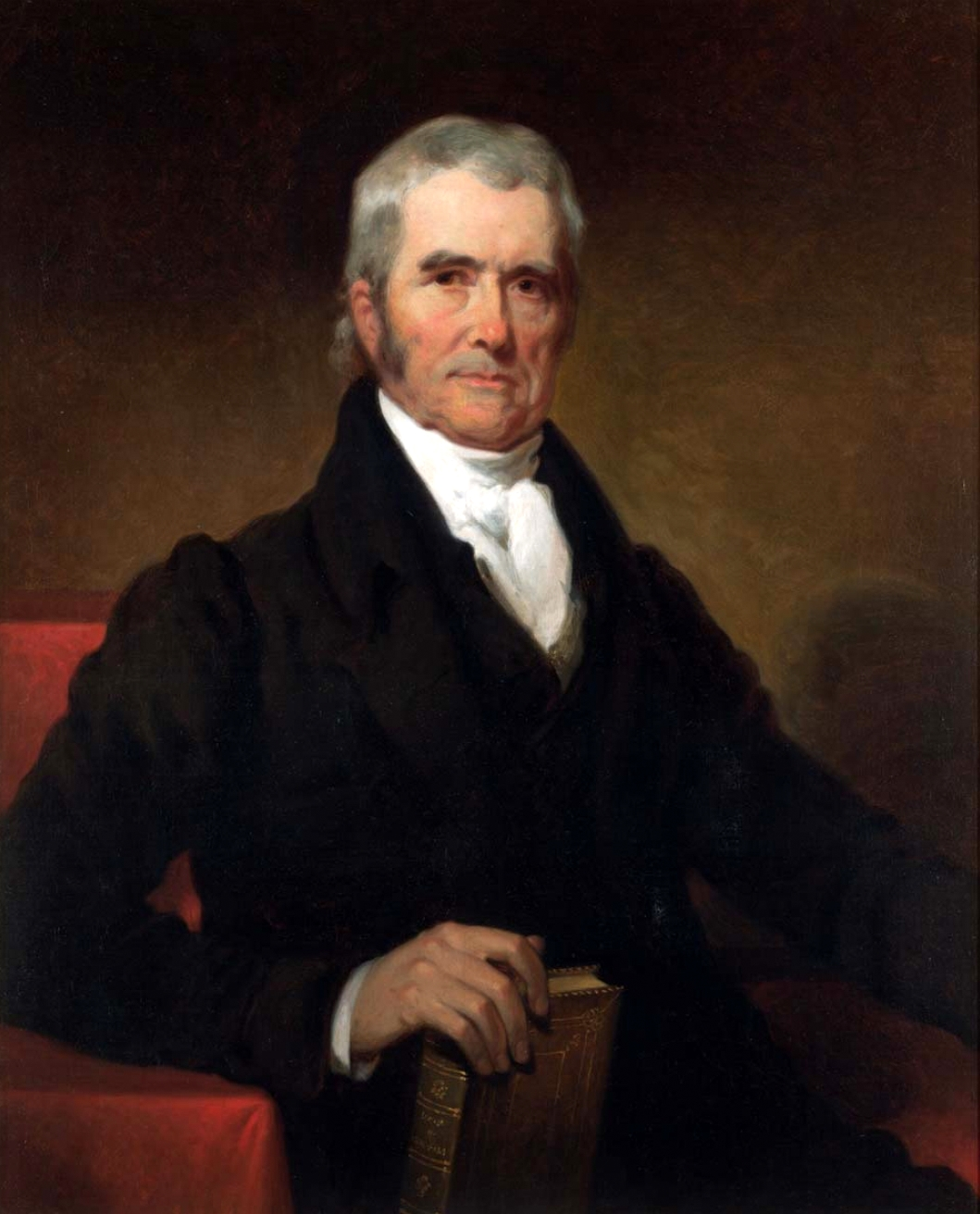
Marshall

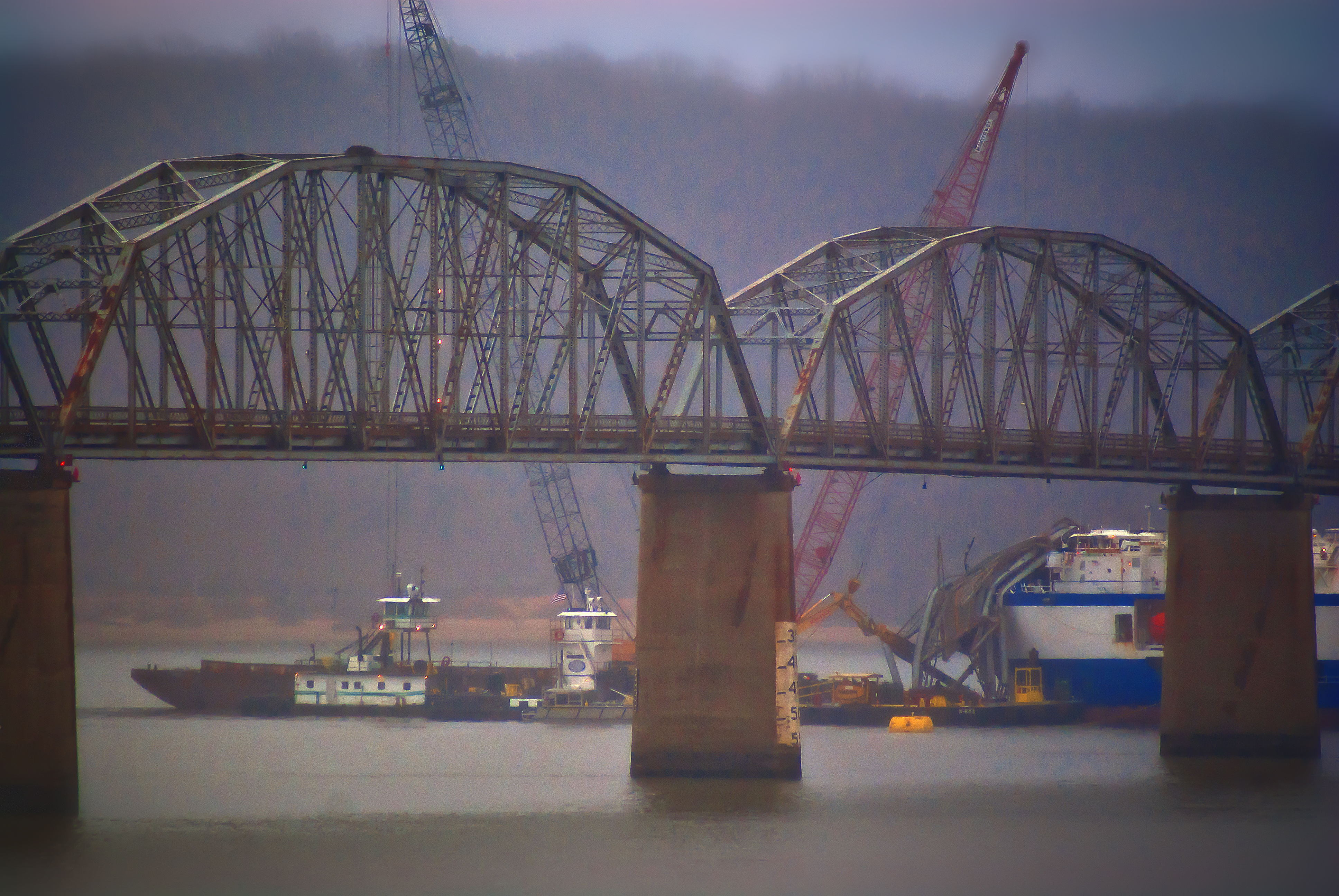
Die Eggner Ferry Bridge

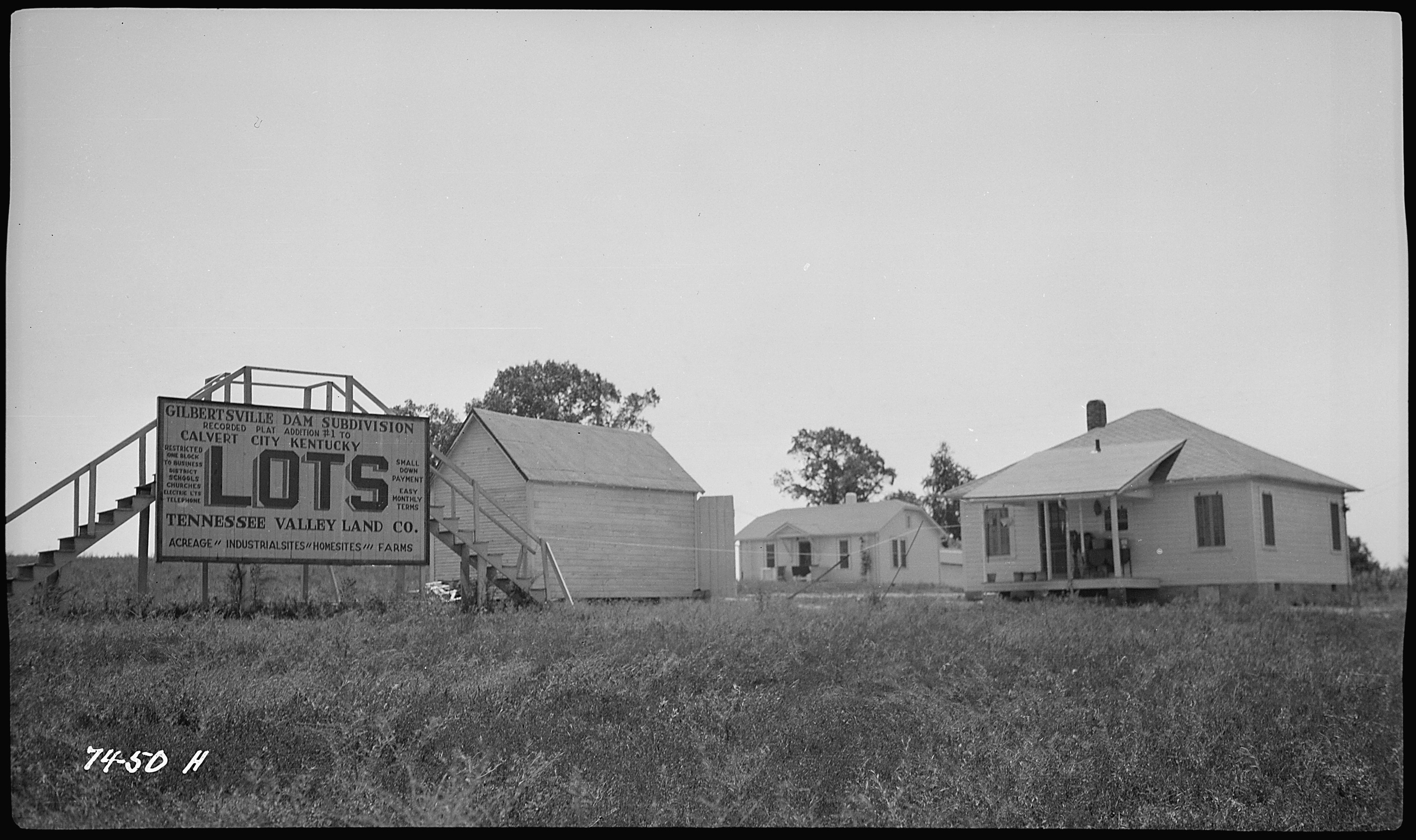
Tennessee Valley Land Company (1938)

Das Marshall County wurde am 12. Februar 1842 aus Teilen des Calloway County gebildet. Benannt wurde es nach John Marshall, dem Gründer des Constitutional Law und Vorsitzender Richter am Supreme Court of the United States („Oberster Gerichtshof der USA“).

## Demografische Daten
Nach der Volkszählung im Jahr 2010 lebten im Marshall County 31.448 Menschen in 12.795 Haushalten. Die Bevölkerungsdichte betrug 39,9 Einwohner pro Quadratkilometer. In den 12.795 Haushalten lebten statistisch je 2,42 Personen.
Ethnisch betrachtet setzte sich die Bevölkerung zusammen aus 98,3 Prozent Weißen, 0,4 Prozent Afroamerikanern, 0,2 Prozent amerikanischen Ureinwohnern, 0,3 Prozent Asiaten sowie aus anderen ethnischen Gruppen; 0,8 Prozent stammten von zwei oder mehr Ethnien ab. Unabhängig von der ethnischen Zugehörigkeit waren 1,2 Prozent der Bevölkerung spanischer oder lateinamerikanischer Abstammung.
20,6 Prozent der Bevölkerung waren unter 18 Jahre alt, 59,8 Prozent waren zwischen 18 und 64 und 19,6 Prozent waren 65 Jahre oder älter. 51,0 Prozent der Bevölkerung war weiblich.

Das jährliche Durchschnittseinkommen eines Haushalts lag bei 43.326 USD. Das Pro-Kopf-Einkommen betrug 23.056 USD. 11,6 Prozent der Einwohner lebten unterhalb der Armutsgrenze.

## Ortschaften im Marshall County
Citys
- Benton
- Calvert City
- Hardin

Unincorporated Communities
| - Altona - Aurora - Birmingham - Brewers - Brien - Briensburg - Buena Vista - Cambridge Shores | - Daffenville - Dogtown - Elva - Fairdealing - Gilbertsville - Glade - Harris Hill Ford - Harvey | - Iola - Little Bear Creek - Little Cypress - Marshall - Oak Level - Olive - Palma - Possum Trot | - Scale - Sharpe - Sherwood Shores - South Marshall - Tatumsville - The Moors - Walnut Grove |

## Gliederung
Das Marshall County ist in 00 Census County Divisions (CCD) eingeteilt:
| CCD              | Einwohner (2010) | FIPS     |
| ---------------- | ---------------- | -------- |
| Benton CCD       | 10.891           | 21-90216 |
| Calvert City CCD | 14.249           | 21-90512 |
| Fairdealing CCD  | 6308             | 21-91192 |